# Abisara paionea
Abisara paionea är en fjärilsart som beskrevs av Hans Fruhstorfer 1914. Abisara paionea ingår i släktet Abisara och familjen Riodinidae. Inga underarter finns listade i Catalogue of Life.